# Bolbaffroides serripes tsavoensis
Bolbaffroides serripes tsavoensis es una subespecie de coleóptero de la familia Geotrupidae.

## Distribución geográfica
Habita en Kenia.